# 李斯特狂熱

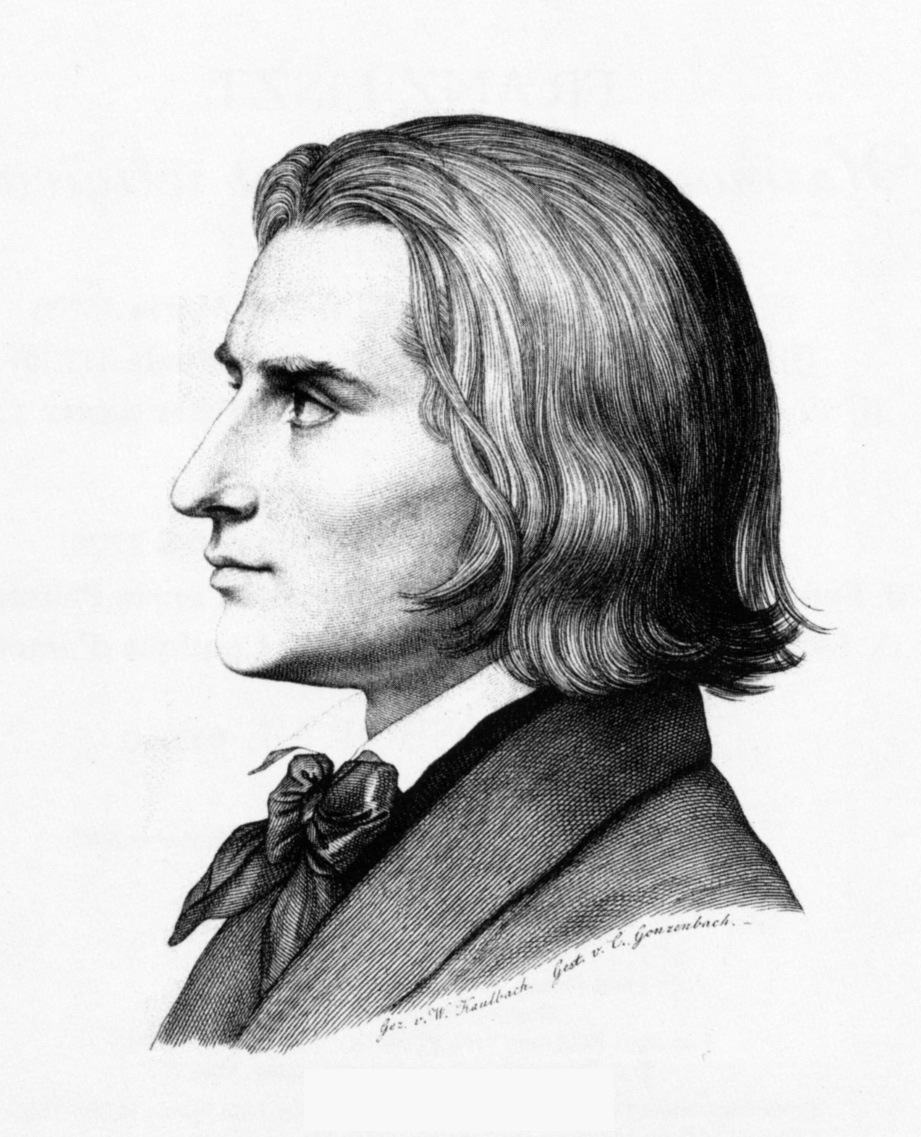
1843年的李斯特

李斯特狂熱（英語：Lisztomania），又稱李斯特狂（Liszt Fever），是指在匈牙利作曲家法蘭茲·李斯特的粉絲之間發生的狂熱現象，這種狂熱在1841年於柏林首次發生，後來海因里希·海涅在1844年4月25日寫的一篇關於同年的巴黎音樂會演出季的文藝專欄中創造了這個詞語。李斯特狂熱的特徵是歌迷們的極端集體歇斯底里狀態，類似於當代音樂界名星的待遇，但在19世紀初期這種因音樂而造成的狂熱並不常見。

## 背景
李斯特自七歲起便受其懂得演奏鋼琴、小提琴、大提琴和吉他，且與约瑟夫·海顿、约翰·尼波默克·胡梅尔和路德維希·范·貝多芬相識的父親指導，開始學習鋼琴。11歲時，他已經開始作曲和在音樂會上表演，而隨著年齡的增長，李斯特的鋼琴技巧亦越趨成熟。
李斯特在1839年以28歲之齡開始在歐洲進行大型巡演，並持續至1847年才完結。這八年間是他作為鋼琴家最輝煌的時期，收獲了許多榮譽的讚賞。多位學者皆稱他在這段時期舉行了多場「超凡的表演」。在此期間，李斯特歌迷間的強烈反應首次被提及。李斯特在1841年聖誕節的前後抵達柏林，他到達的消息很快傳開，當晚，30名學生為其演奏由他所作的其中一首歌曲。同年12月27日，李斯特在高爾基劇院內為熱情的觀眾舉行了其首場獨奏會，這場表演被認為是李斯特狂熱的開端，此現象隨後在1842年後席捲全歐。

## 特點
李斯特狂熱的特點是對李斯特及其音樂會的歇斯底里反應，其演奏據說將觀眾的情緒上升至一種神奇的欣喜若狂層次，他的崇拜者會接踵摩肩地圍繞爭搶其手帕和手套。粉絲們會將李斯特的畫像放在自己的胸針或多彩寶石浮雕上，女性們會試圖取得他的頭髮，每當其弄斷鋼琴弦時，崇拜者亦會嘗試獲得它以製作手鐲。一些女性崇拜者甚至會隨身攜帶玻璃瓶，希望收集他使用過的咖啡渣。一篇報道指出：
李斯特曾經在一位癡情的侍女的注視下，在街上扔掉了一枝舊的雪茄煙蒂，希望她履行宮廷職責，卻沒有意識到其身上散發出的病態氣息。然而這位音樂家會虔誠地從街溝裡挑出令人不悅的雜草，並將它放在以鑽石鑲邊的小盒子內。

## 術語創建和使用
詩人海因里希·海涅創造了李斯特狂熱一詞，以形容受李斯特及其表演影響的情感流露。他還在多個不同的音樂會演出季撰寫了一系列的文藝專欄，討論李斯特演奏時的境況。海涅在1844年4月25日假巴黎的音樂會演出季期間，首次使用李斯特狂熱一詞：
當我聽說德國，特別是柏林發生集體性的突然昏厥，而李斯特剛好在場時，我憐惜地聳了聳肩，心想嚴守安息日的德國基督徒們應該不想失去他們應有的鍛煉機會吧……就他們而言，我想這是看在奇觀的份上發生的一件奇人奇事而已……所以我將這現象稱為「李斯特狂熱」，並將其視作存在於萊茵河之外的政治不自由狀況與徵兆。但我終究還是錯了，就在上週的意大利歌劇院內，李斯特在那裡舉辦其首場音樂會，我才注意到這一點……這真的不是柏林，更不是德國的觀眾較為多愁善感，而是李斯特在他們面前演奏的時候，完全是孤身一人的，或者更確切地說，只有天才伴著左右。然而李斯特的外表對觀眾們的影響是多麼令人震驚！迎接他的掌聲是何等的熱烈！這歡呼的程度簡直難以想像！真是名副其實的精神錯亂，即使在如此瘋狂的編年史中亦是聞所未聞！
音樂學家兼布朗大學音樂系教授達納·古利（Dana Gooley）認為海涅對李斯特狂熱一詞的使用與披头士狂热，一在20世紀被用來描述對披頭士樂隊產生的強烈情感現象不同。與之相反的是，李斯特狂熱有更多的醫學觀點佐證，原因是「躁狂症」（Mania）一詞在1840年是一更為偏激的術語，而到了20世紀，該詞則變得可指諸如新的時尚熱潮一樣溫和的事物。此外，李斯特狂熱在當時被某些人認為是一種真正具有傳染性的疾病，評論家們甚至建議採取措施讓群體免疫。
當時的一些評論家認為，李斯特狂熱主要反映柏林和北德人的生活態度，而居住在德國南部的人們則不會因為民眾體質的差異而「患上」李斯特狂熱。正如1843年刊在慕尼黑報紙上的一篇文章所述：
李斯特狂熱，一種在李斯特所到訪的每一座城市都會爆發的傳染病，無論男女幼小還是上智下愚都無法倖免，在這裡（德國南部）卻似乎只有零星的案例，像北方首都經常出現的昏迷個案亦然，我們有著強健的體質，根本不必擔心。

## 成因
李斯特狂熱沒有任何已知的成因，但有許多人試圖解釋這種情況。海涅在其第一次使用該詞的同一封信中，試圖闡釋李斯特狂熱的病因。他在那封信寫道：
造成李斯特狂熱的原因到底是什麼呢？這個問題顯然需要病理學人士解答，而不是藝術領域的。我請了一位專攻女性疾病的醫生，以解釋李斯特到底向公眾施了什麼魔法，他卻面帶著一個奇怪至極的微笑，講述關於磁、流電和電力的各種事情，訴說充斥著無數蠟燈和數百個散發著香水味和汗味的人的密閉大廳有多高傳染力，又大談歷史上的癲癇症、搔癢現象、憑音樂產生的斑蝥素，以及其他淫穢的東西，我相信這些都與良善女神的謎團有關。或許這個問題的答案並沒有深埋在如廝驚險的海淵內，而只是漂浮在平淡無比的水面上。有時在我看來，所有這些魔法都可以用這樣一個事實來解釋：世界上沒有人能夠井然有序地了解他的成功，就算是「場面調度」和法蘭茲·李斯特都解答不了。
達納·古利表示當時的人們會根據各自的政治傾向，以不同的方式定性發生在柏林人身上的李斯特狂熱成因。此外，進步主義者認為柏林人的情感流露很大程度上是高壓統治下的副產物，李斯特的熱潮對他們來說是缺乏政府機關及公眾參與的虛假替代品，亦即是一種「補償」。採取正面看法的人們則認為李斯特狂熱是對李斯特本人慷慨就義的回應。這一觀點的解釋如下：
腓特烈·威廉四世的樂觀、廣得民心的政治辭令與就自由社會方面的改革承諾，使得柏林人民傾向於感激李斯特支持慈善和人道主義事業的各種舉措。當他們看到自己和其君主時，李斯特的仁慈與他們相呼應。但更為重要的是，李斯特的捐獻、個人坦率、表演風格以及對觀眾的行為，都成為了其「仁慈寬厚」的象徵。
李斯特狂熱的其中一個促成因素是李斯特年輕的英俊外貌。